# 玉溪小巧溪蟹
玉溪小巧溪蟹（学名：Parvuspotamon yuxiense）为溪蟹科小巧溪蟹属的动物。在中国大陆，分布于云南等地，多栖息于海拔700米山区溪流石块下。